# Bresilhac
Bresilhac (en francès Brézilhac) és un municipi francès situat al departament de l'Aude i a la regió d'Occitània.